# Anthonotha vignei
Anthonotha vignei är en ärtväxtart som först beskrevs av Hoyle, och fick sitt nu gällande namn av J.Leonard. Anthonotha vignei ingår i släktet Anthonotha och familjen ärtväxter. IUCN kategoriserar arten globalt som sårbar. Inga underarter finns listade i Catalogue of Life.